# Leta Peer
Leta Peer (* 17. April 1964 in Winterthur; † 13. Februar 2012 in Binningen) war eine Schweizer Malerin und Fotokünstlerin.

## Leben
Leta Peer studierte von 1984 bis 1987 Malerei an der Schule für Gestaltung in Basel bei Franz Fedier. Von 1996 bis 1997 unterrichtete sie als Gastdozentin am Higher Institute for Fine Arts, HISK, Antwerpen, Belgien. Ihre Werke waren auf nationalen und internationalen Ausstellungen zu sehen.
Am 13. Februar 2012 verstarb die Künstlerin nach schwerer Krankheit.

## Ausstellungen (Auswahl)
- 2010: Gruppenausstellung Gratwanderung!, Neuer Kunstverein Aschaffenburg

## Auszeichnungen
- 1986: Preis der Presse, Jahresausstellung Chur
- 1992: Künstlerstipendium des Kunstkredits, Basel-Stadt
- 1993: Stipendium Cité Internationale des Arts Paris
- 1994: Förderpreis des Kantons Graubünden
- 1998: Atelierstipendium in Brooklyn, New York, USA, unterstützt von der Giovannina Bazzi Mengiardi Stiftung, Scuol
- 1999: Basler Künstlerstipendium des Grundkredits Basel-Stadt
- 1999: Atelierstipendium in Montréal, Kanada, durch die IAAB Christoph Merian Stiftung, Basel
- 2000: International Studio Program ISP New York City
- 2002: Pollock-Krasner Stipendium, New York City